# Guelfo grosso
Guelfo grosso – srebrna moneta włoska o wartości grosza, zawierająca 2,42 grama czystego srebra, bita we Florencji, przedstawiająca na awersie postać siedzącego św. Jana Chrzciciela.